# OpenDocument Format Alliance
OpenDocument Format Alliance o ODF alliance in italiano Alleanza del formato OpenDocument (Documento Aperto) è un gruppo a favore di formati aperti per documenti di svariato tipo

## Membri
- Adullact Association
- American Library Association
- Ark Linux
- The Association of Open Source Suppliers and Vendors in Denmark
- Centre for Development of Advanced Computing (India)
- Cognitran Ltd
- Corel Corporation
- CSW Group Ltd
- EDS
- EMC Corporation
- Friends of OpenDocument, Inc.
- GENICORP
- Indian Institute of Technology (IIT)
- Information and Communications Technology (ICT) for the City of Vienna
- IBM
- Information Program, Open Society Institute
- International Open Source Network
- Justsystem Corporation
- Massachusetts High Tech Council
- Massachusetts Network Communications Council
- Novell
- Open Society Archives of the Central European University (archivio OSA)
- OpenForum Europe
- OpenDocument Fellowship
- The OpenDocument Foundation, Inc.
- OpenOffice.org
- Opera Software
- Optaros, Inc.
- Oracle Corporation
- OSS Alliance
- Propylon Ltd
- Red Hat, Inc.
- Software & Information Industry Association
- Sun Microsystems
- Università tecnica della Danimarca
- Tarent GmbH